# Water Island (Islas Vírgenes)
Water Island (en español: Isla del Agua) es la cuarta y más recientemente adquirida de las Islas Vírgenes de los Estados Unidos, con el estatus de Territorio Dependiente de los Estados Unidos. Se encuentra situada en el mar Caribe. Esta isla es de origen volcánico y se encuentra a 1 km al sur de la isla de Santo Tomás. Está comunicada con Santo Tomás mediante un servicio de ferry que parte de forma regular desde Crown Bay, Santo Tomás a Phillips Landing, Water Island; el recorrido en ferry dura unos 10 minutos.
Con unos 1,98 km cuadrados de extensión, Water Island es la más pequeña de las Islas Vírgenes de los Estados Unidos. Administrativamente forma parte del subdistrito de St. Thomas. Se trata de una isla residencial, con una población de 161 habitantes (censo del año 2000), y ningún establecimiento comercial significativo. Varias de las casas de Water Island han sido acomodadas para turistas y visitantes. Las principales atracciones de la isla son las playas, especialmente Honeymoon Beach (Playa de la Luna de Miel), las antiguas plantaciones y Fort Segarra, un fuerte subterráneo parcialmente construido por los Estados Unidos durante la Segunda Guerra Mundial. El extremo norte de la isla es una comunidad privada, Sprat Bay Estates, extendida hasta la playa de Sprat Bay. Todas las playas son de uso público.

## Historia
Los primeros habitantes conocidos de Water Island eran indios taínos, que vivían en la isla durante el siglo XV. Water Island recibió este nombre de los exploradores europeos debido a la existencia de varias fuentes naturales de agua potable. Muchas islas de las Antillas carecían de fuentes, así que Water Island era una escala frecuente para los piratas que deseaban rellenar sus reservas de agua.
La Compañía danesa de las Indias Occidentales y Guinea había reclamado la propiedad de la isla en torno a 1769. Durante el siglo XVIII y principios del siglo XIX la isla era propiedad de varios negros liberados y mulatos que cultivaban algodón y criaban ganado. En 1905 la isla fue vendida a la Compañía Danesa de las Indias Orientales y no fue vendida con el resto de las Indias Occidentales Danesas a los Estados Unidos en 1917.
En 1944 los Estados Unidos adquirieron Water Island para proteger la base de submarinos de Saint Thomas durante la Segunda Guerra Mundial. Entre 1944 y 1950 la isla estuvo bajo la supervisión del Departamento de Defensa estadounidense. La División de Guerra Química del Ejército de los Estados Unidos adquirió varios terrenos de Water Island para probar armas químicas como el agente naranja. En 1950 la isla pasó al Departamento de Interior, que la alquiló a varios residentes civiles.
El control de Water Island fue transferido del gobierno federal al gobierno territorial de las Islas Vírgenes estadounidenses el 12 de diciembre de 1996, convirtiéndola en la "Última Virgen". A finales de la década de 1990, el Departamento de Interior comenzó a transferir las propiedades gubernamentales de la isla a los residentes. En el año 2005 el gobierno de las Islas Vírgenes anunció planes para el desarrollo de Water Island e incrementar la construcción de viviendas para solucionar en parte la escasez de terreno en Saint Thomas.